# Сура Ас-Саджада
Сура Ас-Саджада (араб. سورة السجدة‎) або Земний уклін — тридцять друга сура Корану. Мекканська, містить 30 аятів.